# HK Dinamo Juniors
Der HK Dinamo Juniors (bis 2013 HK Juniors Riga) war ein lettischer Eishockeyclub aus Riga, der zwischen 2011 und 2014 als Nachwuchsteam von Dinamo Riga agierte und an der lettischen Eishockeymeisterschaft teilnahm.

## Geschichte
2011 gründete Dinamo Riga neben dem HK Riga eine weitere Juniorenmannschaft für die zweite Spielklasse der Molodjoschnaja Chokkeinaja Liga. Diese wurde HK Juniors Riga genannt und spielte zwischen 2011 und 2013 in der MHL B sowie in der lettischen Eishockeyliga. 2013 wurde die Mannschaft vom Spielbetrieb der MHL B zurückgezogen, um sich ganz auf die lettische Meisterschaft zu konzentrieren. Zudem nahm die Mannschaft an der ersten Runde des IIHF Continental Cup 2013/14 teil, da der lettische Meister von 2013, HK SMScredit, auf eine Teilnahme verzichtet hatte.
2014 stellte der Klub den Spielbetrieb ein.

## Trainer
- 2011/12 Aigars Cipruss
- 2012 Vjačeslavs Nazarovs

## Platzierungen

### MHL B
- 2011/12: 5. Platz (West), Playoff-Achtelfinale
- 2012/13: 6. Platz (Nordwest), Konferenz-Halbfinale

### Lettische Meisterschaft
- 2011/12: 4. Platz (Hauptrunde), Playoff-Halbfinale
- 2012/13: 2. Platz (Hauptrunde), Vizemeister
- 2013/14: 5. Platz (Hauptrunde), Playoff-Viertelfinale